# سالوادور موتا
سالوادور موتا (اسپانیایی: Salvador Mota‎; ۳۰ نوامبر ۱۹۲۲ – ۲۰ فوریهٔ ۱۹۸۶) بازیکن فوتبال اهل مکزیک بود.
از باشگاه‌هایی که در آن بازی کرده‌است می‌توان به باشگاه فوتبال آمریکا، باشگاه فوتبال نیکاکسا، باشگاه فوتبال آتلانتی، و باشگاه فوتبال گوادالاخارا اشاره کرد.
وی همچنین در تیم ملی فوتبال مکزیک بازی کرده‌است.